# 幽霊男
『幽霊男』（ゆうれいおとこ）は、横溝正史の推理小説。「金田一耕助シリーズ」の一つ。『講談倶楽部』において1954年1月号から同年10月号まで連載された。
2014年3月までに映画1本が制作されている。

## あらすじ
1月22日、神田神保町のヌードモデル仲介業者「共栄美術倶楽部」に、ペンネーム佐川幽霊男（ゆれお）こと佐川由良男（ゆらお）と名乗る、歯が3本しかない薄気味の悪い男が現れ、店にいた3人の中から恵子を選んでモデルとして雇う契約をしていった。翌23日午後3時に佐川と西荻窪駅で落ち合ってアトリエへ向かった恵子と、恵子に頼まれて尾行していた弟・浩吉が、共に9時ごろになっても戻らないので、「共栄」を溜まり場にしている「猟奇クラブ」の3人の幹部、加納、菊池、建部とモデルの鮎子が様子を見に行ったところ、恵子の姿はなく浩吉は薬で眠らされたうえ縛られて押入に閉じ込められていた。そして、恵子はトランクに詰めて駿河台の聚楽ホテルの客室へ運ばれ、薬で眠らされたまま浴槽で頸動脈を切られて失血死していた。恵子が呼ばれたアトリエは元々は津村という画家のもので、現在は空き家になっていて管理している周旋業者に無断で使われていた。
事件のあと、かえって千客万来となった「共栄」で、2月15日の夕方、幽霊男が次の犯行を予告する声明が録音されたテープが、モデルの裸身を確認する部屋に置かれた時限装置で再生された。契約のためにその部屋を使った者が置いた可能性が高いため警察がリストを確認すると、正体が確認できない「山田太郎」という契約者があり、美津子を指名していた。数日後、菊池がモデルの貞子と美津子を自動車で送り貞子を降ろして2人になったあと、護国寺付近で運転手がエンストを装って停車し、2人をピストル型の麻酔薬噴射器で眠らせる。このとき恵子の仇討をしようと美津子を警戒していた浩吉が自転車で追いつき、トランクに潜り込んでいた。
美津子が目覚めると裸にされており、顔中に繃帯を巻いた男に撮影されていた。男は自分が「山田太郎」で「幽霊男」だと名乗り、繃帯を解いて顔を見せようとするが、車庫から脱出した浩吉が津村らしい男を見かけて声を上げてしまい取り押さえられる音がしたため、美津子は再び薬で眠らされる。翌朝、薬で眠らされたまま道路に寝かされた菊池が警察に保護され、美津子と浩吉は眠らされて貸ボートの中に寝ているところを幽霊男からの電話を受けた建部が勝鬨橋近くで発見する。美津子は精神的ショックを受けて、そのあと仕事に復帰しなかった。
3月24日、伊豆半島南方S温泉地の百花園ホテルに猟奇クラブのメンバーと「共栄」のモデルたちが集合し、翌25日に野外ヌード写真コンクール「美の饗宴」が開催された。その途中、前日に部屋に蜘蛛が居て寝付けなかったため気分が悪いと言って庭の奥へ向かった貞子が戻ってこない。探しに行った菊池とマリが太腿で切断された2本の脚を庭園内の池に浮かぶ島で発見、上半身は別の池で水蓮に囲まれて「沐浴（ゆあみ）する女」のポーズで発見される。死体切断に使った凶器と思われる道具が入ったスーツケースが発見され、加納を名乗る電話があったあと男が現れて持ち込んだことが明らかになる。そのあと上半身が発見された池でマリのコンパクトが発見され、マリが何かを見たと考えた金田一が急いで捜索させるが、ホテルの地下で絞殺死体となって発見される。マリはスーツケースを持ち込んだ男の服装を着せられており、金田一はスーツケースの中に着替えが入っていた、男は凶器を持ち込む役割の共犯者だったと推理する。
金田一が執拗に加納のアリバイなどを確認するので、等々力が事情を訊くと依頼者が加納を疑っていると答えるが、依頼者が誰かは明かさなかった。一方、金田一は等々力から加納の過去を聞く。加納は元々激しい性格なのを妻がうまく手綱をとっていたが、4 - 5年前に妻を亡くしてから放蕩するようになった。ただ、1年あまり前に一時的に放蕩を止めた時期があり、愛人があったらしいが何者か判らないという。
4月10日、浅草馬道裏通りの「昭和人形工房」に繃帯男が現れ、鮎子そっくりで関節が自由に動く蝋人形を主人の河野に発注した。気味悪がった妻・篠が納期の4月25日に人形を取りにきた者を尾行して行先が隅田川に面した今戸河岸の洋館であることを突き止め、警察に通報する。等々力たちはその洋館の状況が美津子と浩吉が連れて行かれた場所に合致することを確認する。また、2階には美津子の死体があった。そこへ加納がモーターボートでやってきた。等々力たちに追及された加納は密会場所に使っていたことは認めるが、相手の「マダムX」が何者なのか知らないと主張する。そこへマダムXが隠し階段から現れ、ピストルを撃って加納を連れて逃走、そのあと加納は行方不明となる。
5月3日の昼どき、数寄屋橋で有線拡声放送を手がける「ヤマト宣伝会社」に繃帯男が現れ、一人だけ残っていた事務員と防音室内のアナウンサーを眠らせて幽霊男の犯行予告の録音を放送する。
鮎子は浅草の麗人劇場のストリッパーに転身していた。花火と発煙筒を使った火事騒ぎが起こり、金田一たちが鮎子を守ろうと奔走するが結局誘拐される。鮎子は誘拐犯が河野とマダムXであるらしいと知ったあと、隙をついて逃げ出しタクシーで麗人劇場へ戻る。警察はタクシー運転手の証言から逆算して場所を突き止めようとするが成功しない。
鮎子が復帰してしばらく後の舞台で、明らかに不審な動きがあり、等々力が叫んで照明を明るくさせると、繃帯男に扮した相手役の偽者が鮎子に似せた人形の胸に短剣を突き刺して逃走する。そのあと、海底を模した舞台装置が降りてきて、さらに繃帯男が、そして胸を刺された鮎子がダイビングの姿勢で降りてきた。繃帯男は津村で、毒殺されていた。また、舞台上の簀の子へ上がる階段で脚を踏み滑らせたと思われる建部が倒れていた。建部は入れ歯が外れており、歯が3本しか無かった。警察が改めて建部の経歴を調べると、大学時代に演劇部で老け役を得意としていたことが判明し、最初に現れた幽霊男が建部であったことが明らかになった。
頑なに黙秘を続ける建部であったが、検事尋問に金田一が同席し、建部の父に依頼されていたことを明かして真相の根幹を指摘すると、建部は語り始めた。建部は生きた恵子を聚楽ホテルで「発見」してスクープを捏造するつもりだったが、ホテルの鍵を掏り取られて予定が狂った。そして、その計画を誰かに利用されて連続殺人になったのだ。
金田一は鮎子の人形が麗人劇場へ運び込まれる機会は誘拐騒ぎのときしか無いことから、鮎子が誘拐直後に見た人形は河野がマダムXの依頼で改めて作ったものと推理した。そして、誘拐騒ぎのとき菊池が脚をくじいた踊り子を介抱しており、この踊り子が実は運び込む途中の人形だった可能性を指摘する。百花園で菊池とマリが貞子の脚を発見したとき当初マリは近寄っておらず、このときマリが見た脚は人形だったのである。菊池は気分が悪いという貞子に眠り薬を渡して島で飲ませるように仕向け、マリが人を呼びに行っている間に殺害して脚を本物に替え、上半身を水蓮池に設置した。しかし、このときマリは路に迷って貞子の死体が無い水蓮池の岸を通っており、そのことを証言されるとアリバイが崩れることになる菊池がマリを殺害した。
さらに金田一はマダムXの正体を最近やっと突き止めており、菊池の加納への復讐が動機と考えられると語る。そこへ河野から金田一へ電話で、今戸河岸より下流の矢の倉にある、今戸河岸のものに内装を似せた洋館へ加納が連れ込まれたと通報が入る。金田一はマダムXの元にいた河野と浩吉を発見し、各々加納とマダムXの警戒を依頼していたのである。
マダムXの正体は菊池と離婚した婦人服飾店「ミモザ」のあるじ・絹子であった。絹子が自らの運転で帰宅しようとすると、後部座席に潜んでいた菊池が加納を誘拐監禁していることを告げて脅迫し、矢の倉の洋館へ行かせる。菊池は加納を監禁している部屋へ絹子を連れ込み、加納の目前で着衣を剥いで鞭打つが、縛り上げられていた加納は河野が作った蝋人形だった。加納に床に叩きつけられ、ピストルを取り出そうとした菊池を刑事が取り押さえて逮捕する。それでもなお、菊池は加納に罪を押し付けて逃れようと演技を続け、金田一と等々力は嫌悪の表情を隠せなかった。

## 登場人物
金田一耕助（きんだいち こうすけ）
私立探偵。本作では中盤で登場し、そのときには百花園ホテルにボーイとして潜入していた。
等々力大志（とどろき だいし）
警視庁警部。
佐川幽霊男（ゆれお）
歯が3本しかない薄気味の悪い男。幽霊男は本名の由良男（ゆらお）をもじったペンネームと称している。
広田圭三
共栄美術倶楽部の支配人。
奥村
共栄美術倶楽部の事務員。
小林恵子
共栄所属のモデル。佐川が来たときいた3人の中でいちばん器量も悪く肉体も貧弱。
宮川美津子
共栄所属のモデル。顔も体も悪くないが、気品に欠けるのが欠点。
都築（つづき）貞子
共栄所属のモデル。
西村鮎子（あゆこ）
共栄所属のモデル。倶楽部でもズバ抜けた売れ方をしている。
武智マリ
共栄所属のモデル。
小林浩吉（こうきち）
恵子の弟。16 - 17歳くらい。
加納三作
猟奇クラブの大御所格。お茶ノ水にある病院の外科医長。
菊池陽介
猟奇クラブの幹部。知名の事業家を父にもつが、素行不良で某私立大学の助教授をクビになり、ちかごろはヌード写真に凝っている。
建部健三
猟奇クラブの幹部。新東京日報社の記者。父の縁故で入社したが社会部の厄介者だった。
建部達人（たてべ たつんど）
健三の父。新東京日報社の専務。
津村一彦
画家。佐川が恵子を呼んだ西荻窪のアトリエの元の持ち主。病気で郷里の倉敷へ引き揚げる途中で逃げ出して行方不明。蜘蛛を飼って喜んでおり、吸血癖があった。5 - 6年前にモデルに雇った貞子の頸に噛みつこうとして抵抗されたことがあり、そのときから左手の小指の先が欠けている。
津村恭子
和彦の妻。
安田
恭子の兄。
山内（やまのうち）
西荻窪駅前の運送屋店員。トランクを聚楽ホテルへ運んでいた。
吉田
西荻窪駅前の運送屋店員。トランクを聚楽ホテルへ運んでいた。
本多
伊豆半島南方S温泉地にある百花園ホテルの支配人。
河野十吉
浅草馬道裏通りで「昭和人形工房」を営む人形つくり名人。
河野篠（こうの しの）
十吉の妻。
佐々木京子
数寄屋橋にある「ヤマト宣伝会社」の事務員。繃帯男が現れたとき事務室にひとりだけ居た。
梶原
浅草の麗人劇場で鮎子の相手役の「繃帯をした悪魔」を演じるダンサー。
三橋絹子
銀座並木通りの婦人服飾店「ミモザ」のあるじ。菊池との離婚が法的には成立していない。
新井
警視庁刑事。
進藤
荻窪署警部補。捜査主任。
谷本
西荻窪の巡回を担当している巡査。空家であるはずの津村のアトリエの煙突から煙が出ているという通報で様子を見に来ていた。
河村啓吉
早稲田署巡査。巡回中、道路上に寝かされている菊池を発見した。
安井
静岡県警S署警部補。

## 映画版
1954年10月13日に公開された。東宝製作。モノクロ作品。同時上映は『快傑鷹 第二篇』。
主演の河津清三郎は東宝に2本出演するという契約で出演し、同年に本作と同じ小田基義が監督した『透明人間』でも主役を演じた。

### ストーリー
原作のストーリーの概要を忠実に追っているが大幅に省略しており、推理小説としての謎解きが多く欠落している（特に伊豆百花園の場面）。また、以下のような変更がある。
- 加納は精神病院の院長であり、津村が入院していた。津村は左手の中指と薬指が欠損している。
- 恵子が殺害された浴槽は西荻窪のアトリエの中にあり、聚楽ホテルへの移動は無い。また、浩吉が尾行していた設定は無い。猟奇クラブの3人の他にモデル4人と浩吉という多人数で様子を見に行き、空き家なのに明かりが点いていることを不審に思った巡査と共にアトリエに入って死体を発見した。
- 浩吉は美津子に頼まれて菊地（原作の菊池）と共に自動車に乗り、共に眠らされる。一度目覚めて美津子が連れ込まれた家の様子を見に行くが津村に見つかり、そのあと美津子と共にボートで発見される。
- 麗人劇場の火事騒ぎでは鮎子に似せた人形が運び込まれるだけで、鮎子が誘拐される展開にはならない。騒ぎのあと公演が続行され、鮎子殺害に至る。
- 鮎子の相手役・梶原は眠らされるのではなく殺害される。津村が舞台で殺害される展開は無い。
- 金田一は建部を殴って入れ歯を飛ばし、最初の幽霊男だったことを暴露して警察に逮捕させるが、それは建部を留置場に保護するためだった。
- 矢の倉の隠れ家は金田一の助手・牧原が突き止める。
- 絹子は菊地ではなく津村の元妻である。
- 縛り上げられていた加納が人形だった展開は無い。絹子を脅していた繃帯男の菊地が津村を呼ぶと、津村を連れた金田一が現れる。菊地は津村を射殺して逃走するが、金田一や警官隊に屋上へ追いつめられ、繃帯を外して飛び降り自殺する。

映像では明確でないが、複数の映画情報サイト（外部リンクの節に列挙されているMovie Walker・映画.com・KINENOTE）に掲載されている全く同一テキストのストーリー情報によると、犯行予告声明テープの再生および美津子への1回目の危害は恵子殺害の翌日、伊豆での撮影会はその数日後、さらにその数日後には美津子殺害と、原作より速いペースで事件が展開している。

### キャスト
- 金田一耕助 - 河津清三郎
- 菊地陽介 - 田中春男
- 加納三作 - 岡譲司
- 等々力警部 - 清水元
- 津村一彦 - 山本廉
- 建部健三 - 藤木悠
- 三橋絹子 - 三條美紀
- 都築貞子 - 塩沢とき
- 小林恵子 - 川合玉江
- 小林浩吉 - 山田彰
- 武智マリ - 持田和代
- 宮川美津子 - 立花満枝
- 広田圭三 - 大川平八郎
- 金田一の助手・牧原 - 越後憲三
- 本多支配人 - 津田光男
- ボーイ - 由起卓也
- 女アナウンサー - 河美智子

### スタッフ
- 製作 - 滝村和男
- 監督 - 小田基義
- 脚本 - 沢村勉
- 原作 - 横溝正史
- 撮影 - 山田一夫
- 音楽 - 紙恭輔
- 美術 - 北川恵笥
- 録音 - 宮崎正信
- 照明 - 横井総一

### 映像ソフト
- 2000年4月にVHSがキネマ倶楽部より通販限定で発売された[2]。